# Marczów
Marczów – wieś łańcuchowa w Polsce położona w województwie dolnośląskim, w powiecie lwóweckim, w gminie Wleń w dolinie potoku Ośna nad rzeką Bóbr, pośród wzniesień Pogórza Izerskiego: Kątnicy (379 m n.p.m.) Włócznika (386 m n.p.m.) i Łopaty (366 m n.p.m.) po stronie północnej i od południa wzdłuż masywu Baraniej Góry (309 m n.p.m.).

## Podział administracyjny
W latach 1975–1998 miejscowość administracyjnie należała do województwa jeleniogórskiego.

## Historia
Marczów zwany dawniej: Góraszką, Märzdorf am Bober, Mertzdorf, Mertinsdorf, powstał we wczesnym średniowieczu, jednak pierwsze udokumentowane wzmianki pochodzą z 1315 roku. Po wojnie 30-letniej nastąpił bardzo intensywny rozwój osady. W początkach XIX wieku we wsi znajdowały się szkoła katolicka, młyn, browar, gorzelnia, 3 gospody i 3 warsztaty płóciennicze. Ludność zajmowała się głównie rzemiosłem, hodowlą owiec i sadownictwem. 5 kwietnia 1844 urodził się tu Johannes Titz, budowniczy jednych z najsłynniejszych na świecie fisharmonii artystycznych.
Od 1909 r. wieś uzyskała połączenie kolejowe, w związku z budową ostatniego odcinka Kolei Doliny Bobru z Jeleniej Góry do Lwówka Śląskiego.

## Zabytki
Do wojewódzkiego rejestru zabytków wpisane są:
- kościół filialny pod wezwaniem św. Katarzyny Aleksandryjskiej znajduje się w centrum wsi; pochodzi z połowy XIV w. Barokowy kościół zbudowano w 1707 r. - XVIII w. na ruinach wcześniejszej świątyni. W kościele godne uwagi jest XVIII-wieczne barokowe wnętrze z drewnianym polichromowanym ołtarzem i amboną, drewnianym prospektem organowym i chrzcielnicą oraz liczne drewniane i kamienne figurki a także obrazy olejne[6]. Na wieży świątyni po stronie północnej, od cmentarza, można zobaczyć tzw. "Pogańską głowę" upamiętniającą najazd Mongołów na Polskę. W kościele pw. św. Katarzyny pracują księża Michalici.
- cmentarz przykościelny
- ogrodzenie z bramami wokół świątyni, na murach którego zachowały się trzy kamienne epitafia z przełomu XVII/XVIII w.
- zabudowania z końca XIX wieku
  - dwór, obecnie dom mieszkalny nr 108, XVIII, XIX, nr rej.: 366/907/J z 4.12.1987.
  - dom nr 108, z XVIII w., XIX w.

Inne zabytki:
- figurka Chrystusa Króla przed kościołem, stojąca na postumencie dawnego pomnika ofiar I wojny światowej
- liczne kapliczki wybudowane w latach 1416-1810, kiedy to osada poddana była wpływom zakonu Benedyktynek z Lubomierza. Najstarsza z zachowanych kapliczek pochodzi z 1687 roku Na zachodnim stoku Łopaty ruiny tzw. Babiego Gródka - obecnie jest to teren chroniony poddany pracom archeologicznym
- trasa Golgoty upamiętniająca mękę i śmierć Chrystusa przebiegała kiedyś w zachodniej części masywu Baraniej Góry (309 m n.p.m.)
- liczne domy architektury łużyckiej
- monumentalna skała Lolerai zwana też Marczowską Skałą znajduje się po stronie południowej w kierunku Wlenia; z urwiska 300 m n.p.m. rozlega się panorama Wlenia. Niegdyś był tu punkt widokowy, pod którym znajdowała się figurka rusałki Lore Lay. Miejsce to jest zlokalizowane wzdłuż mało dziś używanego szlaku Śliwkowej Ścieżki

## Stan obecny
Dziś w Marczowie działa elektrownia wodna, zlokalizowana w miejscu działającego przed pięciuset laty młyna, dwa pensjonaty ("Jaskółka" i "Na Wzgórzu") kilka sklepów, poczta i inne przedsiębiorstwa. Mieszkańcy zajmują się głównie rolnictwem, jednak w większość pracuje poza wsią.

## Turystyka i rekreacja
Przez osadę znajdującą się na terenie Parku Krajobrazowego Doliny Bobru przepływa chętnie odwiedzana przez wędkarzy i kajakarzy rzeka Bóbr. Ponadto przebiega tędy żółty szlak prowadzący z Nowego Lądu do Świerzawy oraz rozpoczyna się biegnący dalej w kierunku Przeździedzy czarny szlak prowadzący do Płoszczyny, gdzie kończy się w zetknięciu z niebieskim Europejskim Szlakiem Długodystansowym [E-3].

## Galeria

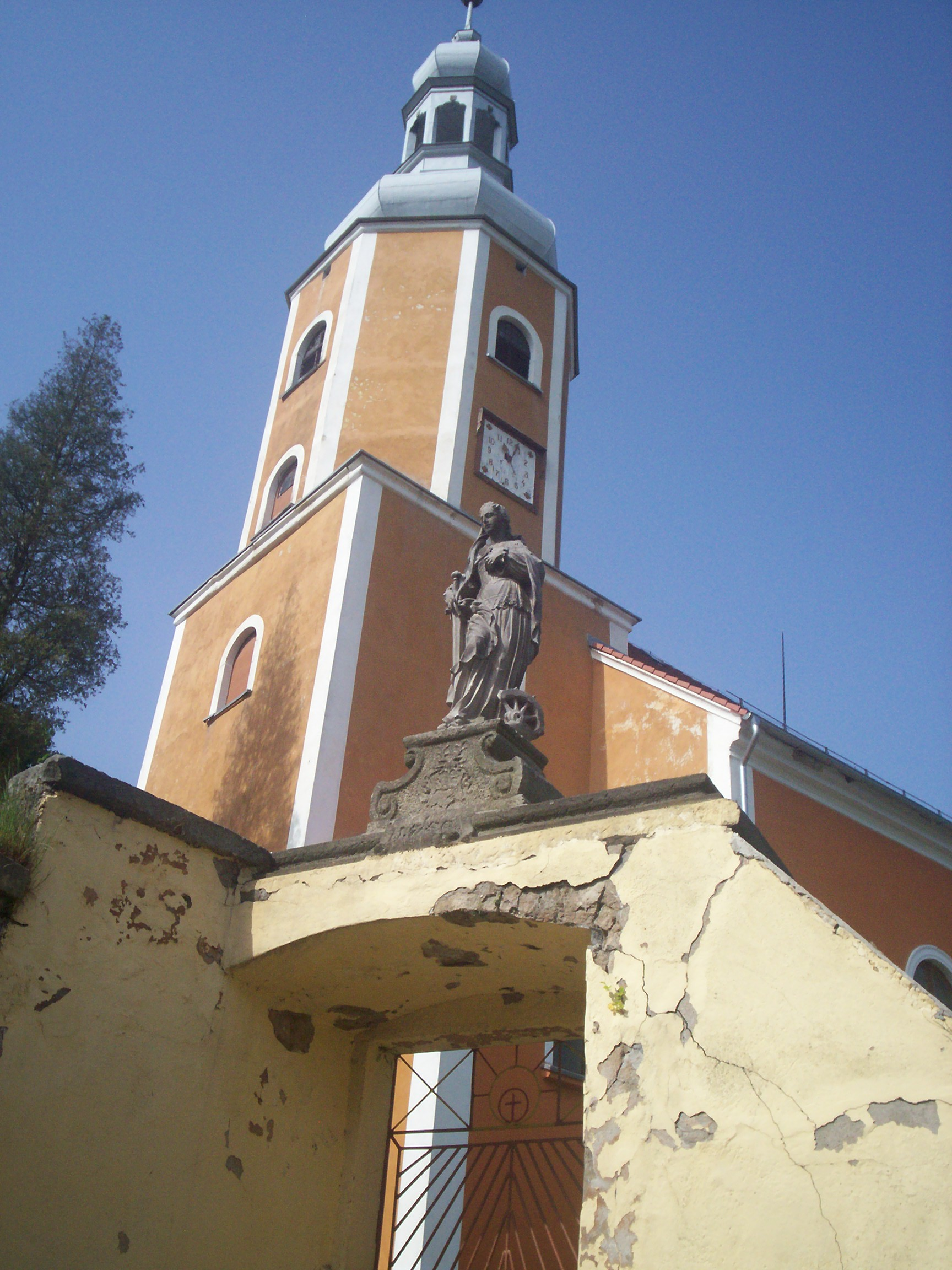
Wieża kościoła
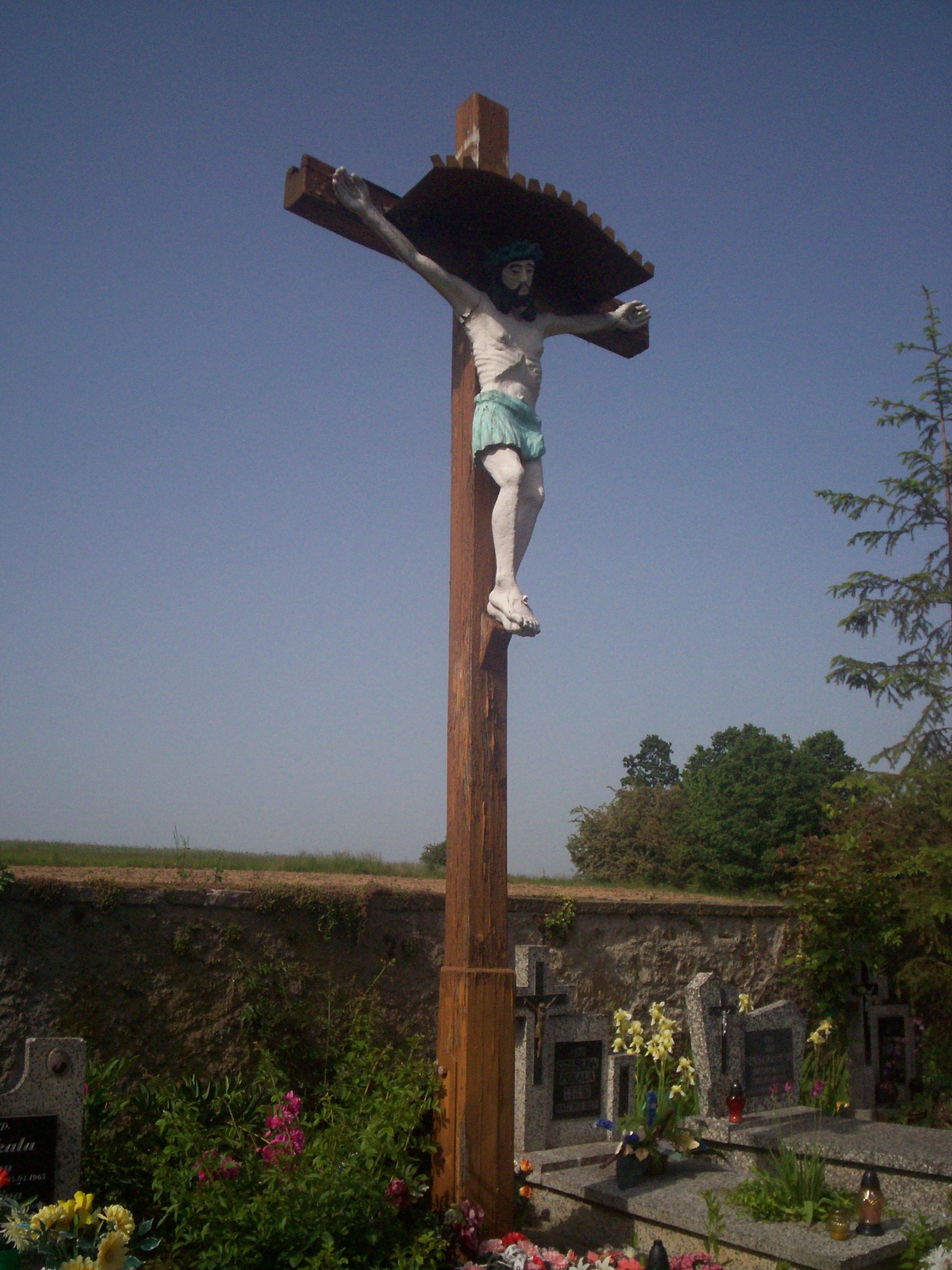
Przykościelny cmentarz